# NGC 7514
NGC 7514 је спирална галаксија у сазвежђу Пегаз која се налази на NGC листи објеката дубоког неба.
Деклинација објекта је + 34° 52' 52" а ректасцензија 23h 12m 25,5s. Привидна величина (магнитуда) објекта NGC 7514 износи 12,8 а фотографска магнитуда 13,6. Налази се на удаљености од 61,687 милиона парсека од Сунца. NGC 7514 је још познат и под ознакама UGC 12415, MCG 6-50-26, CGCG 515-27, KARA 1009, PGC 70689.